# Gonçal de Reparaz i Ruiz

Gonzalo de Reparaz fent fotos a l'illa de Chincha Norte (Perú) (Serie guano)

Gonçal de Reparaz i Ruiz (Sèvres, Illa de França, 15 de gener de 1901 – Lima, 1984) fou un reputat geògraf. Destaquen els seus treballs en la geografia de Catalunya, així com els estudis sobre la cartografia històrica catalana i els estudis cartogràfics realitzats en el seu exili a Amèrica del Sud.
Fill del diplomàtic destinat a l'ambaixada espanyola a París, i també geògraf, Gonzalo de Reparaz y Rodríguez-Báez, passà la seva infantesa viatjant del seu pare (Marroc, Argentina, Brasil i Berlín). Entre 1921 i 1938 residí a Barcelona prenent part activa en l'efervescència de la geografia catalana. Pau Vila després de publicar la primera monografia comarcal, “La Cerdanya”, li encarrega l'elaboració d'una obra similar sobre la Plana de Vic. Després de tres anys d'investigar per la comarca publica “La Plana de Vic” (1928). Compromès amb la República i amb l'adveniment de la Guerra Civil Espanyola feu un viatge a Txecoslovàquia travessant en tren l'alemanya nazi per a comprar armes per al govern de la República.
A mitjans de 1938 esgotat per les penúries i perills de la guerra pren la decisió de partir a l'exili a França amb la seva esposa Jeanne Chambord, amb qui s'havia casat a principis de la dècada, i el seu fill Gonzalo Adré. Reparaz es retira a principis de 1939. Arriba a França amb la idea de finalitzar i defensar la seva tesi doctoral, cosa que succeí a la Universitat de Tolosa el 1940 (Histoire de la géographie d'Espagne, dirigida per Daniel Faucher). A França l'atrapà de nou la guerra, aquest cop la Segona Guerra Mundial. En aquesta època esdevé professor de la Universitat de Bourdeus a la França ocupada i complementa el seu sou com a professor de llengües, car parlava francès, alemany, castellà, català, anglès, l'italià i portuguès. Tot i la seva ocupació a Bordeus s'estableix a Prada de Conflent, on passa la resta de la guerra com altres exiliats catalans (Joan Alavedra, Puig i Cadafalch, Pau Casals per esmentar-ne alguns amb qui tingué relació en aquest període).
Un cop finalitzat el trauma mundial s'estableix a París (1948) per a treballar per a la UNESCO, recentment creada. Aquest fet el conduí el 1951 a instal·lar-se al Perú on desenvoluparia treballs per a aquest organisme. El 1955 es divorcia de la seva esposa Jeanne, amb qui tingué un fill i una filla, i es casà de nou tenint una filla. Al Perú pren un especial interès pels deserts com el de la Regió d'Ica i Nazca i els seus aspectes geogràfics (tant des del punt de vista geològic, hidrològic, climatològic, històric). La seva feina com a cartògraf de la regió del Canyó del riu Colca un dels més profunds del món, més que el Gran Canyó del riu Colorado, amb parets de més de 3.000 m de desnivell.

## Obres seleccionades
- La Plana de Vic (1928)
- Història dels descobriments geogràfics (1927-28)[5]
- Catalunya a les mars (1930)[5]
- La época de los grandes descubrimientos españoles y portugueses (1931)[5]
- Mestre Jácome de Malhorca, cartógrafo do Infante (1930)[5]
- Histoire de la géographie d'Espagne (tesi doctoral, 1940)